# Zone 66
Zone 66 es un videojuego de disparos lanzado en 1993 para la PC, desarrollado por Renaissance y distribuido por Epic Games; fue lanzado inicialmente como shareware. El juego consiste en controlar varias aeronaves a través de diferentes escenarios.
El juego tiene dos bandas sonoras diferentes. La primera que está disponible en el juego, se trata de mezclas de FM con pistas simples para las tarjetas Sound Blaster. Este método particular de creación y reproducción de música fue único de Renaissance demogroup.
Una segunda banda sonora fue lanzada hecha especialmente para la tarjeta de sonido Gravis Ultrasound de alta calidad y música completamente diferente. La razón para la música separada para la Gravis, fue debido al tamaño, que es tan grande como el juego, los jugadores que tenían Sound Blaster no tenían necesidad de descargar música que nunca escucharían.

## Argumento
El juego tiene lugar en el siglo 22. Un expiloto de GSA ha sido avisado por un desconocido que su ciudad está en peligro, en el momento en que llega a los límites de la ciudad, una bomba nuclear destruye la ciudad junto con su amada esposa y su hija. El piloto utiliza un barco en una pista de aterrizaje para encontrarse con el desconocido en un lugar determinado. Cuando el piloto llega a la ubicación, se encuentra con el desconocido que se está muriendo, pero consigue alguna información vital. Entonces, el piloto recibe un avión de combate y se dirige a un grupo de islas para comenzar su venganza.
Conforme el piloto progresa de una nación a otra destruyendo cada base, la trama se complica y comienza a comprender quién y qué está lidiando con el terrorismo y por qué comenzó.